# Retamim
Retamim (hebr. רתמים) – kibuc położony w samorządzie regionu Ramat ha-Negew, w Dystrykcie Południowym, w Izraelu.
Leży w środkowej części pustyni Negew.
Członek Ruchu Kibuców (Ha-Tenu’a ha-Kibbucit).

## Historia
Kibuc został założony w 1983 przez byłych żołnierzy Sił Obronnych Izraela.

## Gospodarka
Gospodarka kibucu opiera się na rolnictwie. Około 2000 otworzono tutaj obóz absorpcji dla imigrantów z Etiopii.